# Mario Pufahl
Mario Pufahl (* 1971 in Düsseldorf) ist ein deutscher Dozent, Buchautor und Managementberater.

## Leben
Pufahl studierte von 1995 bis 2000 Betriebswirtschaftslehre an der Westfälischen Wilhelms-Universität in Münster mit Schwerpunkt Marketing und Internationales Marketing.
2000 begann er seine Berufslaufbahn bei der Unternehmensberatung Ernst & Young, bevor er 2002 zu Capgemini wechselte. Ab 2004 baute er das Beratungsunternehmen xact4u consulting ag mit auf, trat dann in die erweiterte Geschäftsleitung der Mutterfirma ec4u expert consulting ein und war dort bis 2012 für die weitere Expansion des Unternehmens zuständig. 
Von 2012 bis 2014 war er als Leiter „Sales“ im Beratungsunternehmen Horváth & Partners tätig und beschäftigte sich dort im Schwerpunkt mit den Themen Sales Excellence und Vertriebssteuerung. 
Pufahl war von 2014 bis 2021 Vorstand der ec4u expert consulting ag und verantwortete den nationalen Vertrieb des gesamten ec4u-Portfolios sowie die internationale Geschäftsentwicklung und Markterweiterung.
Seit 2021 ist Pufahl Mitglied des globalen Führungsteams des IT-Dienstleisters Digitall, wo er die Bereiche Global Sales, Alliances & Business Development, Customer Success Management und Bid-Management leitet. 
In seiner Funktion betreut Pufahl als Beirat unterschiedliche Startups in der Strategieentwicklung und -umsetzung in Marketing und Vertrieb.
Seine Themenschwerpunkte sind neben dem Strategie-, Organisations- und Geschäftsprozessmanagement vor allem das Vertriebscontrolling, das Pufahl als strategische, zukunftsorientierte Methode betrachtet.
Er unterrichtete ab 2006 mehrere Jahre an der International School of Management Dortmund das Fach CRM in mehreren Master-Studiengängen. Zudem hat er in den Jahren 2020–2023 an der Frankfurt School of Finance & Management als Dozent für Marketing unterrichtet.

## Publikationen
- M. Pufahl, F. Dimmig: Intelligenter Arbeitsplatz im Vertrieb: Mit künstlicher Intelligenz mehr Zeit für Kundeninteraktionen schaffen, Springer Gabler, Wiesbaden 2025, ISBN 978-3-65847-997-8.
- S. Kirchem, M. Stadelmann, M. Pufahl, D. Laux: CRM Goes Digital: Design and Use of Digital Customer Interface in Marketing, Sales and Service, Springer Gabler, Wiesbaden 2025, ISBN 978-3-65845-797-6.
- M. Pufahl, P. Paulsen, P. Arndt: Cybersecurity für Manager: Cybergefahren wirksam begegnen – das Kompetenzmodell für die Praxis, Springer Gabler, Wiesbaden 2024, ISBN 978-3-65844-891-2.
- M. Stadelmann, M. Pufahl, D. Laux: CRM goes digital: Digitale Kundenschnittstellen in Marketing, Vertrieb und Service exzellent gestalten und nutzen (Edition Sales Excellence), Springer Gabler, Wiesbaden 2020, ISBN 978-3-65827-015-5.
- M. Pufahl: Vertriebscontrolling. 6. Auflage. Springer Gabler, Wiesbaden 2019, ISBN 978-3-65825-350-9.
- M. Pufahl: Sales Performance Management: Exzellenz im Vertrieb mit ganzheitlichen Steuerungskonzepten. 2. Auflage, Springer Gabler, Heidelberg 2018, ISBN 978-3-65823-066-1.
- M. Pufahl: Sales Performance Management: Exzellenz im Vertrieb mit ganzheitlichen Steuerungskonzepten. Springer Gabler, Heidelberg 2015, ISBN 978-3-658-05652-0.
- M. Pufahl, L. Ehrensperger, P. Stehling: Oracle CRM - Best Practices. Vieweg+Teubner, 2010, ISBN 978-3-8348-1240-7.
- M. Pufahl: Vertriebscontrolling. 5. Auflage. Springer Gabler, Wiesbaden 2014, ISBN 978-3-658-04386-5.
- G. Stokburger, M. Pufahl: Kosten senken mit CRM - Customer Relationship Management als Instrument des unternehmerischen Erfolgs. Gabler, Wiesbaden 2002, ISBN 3-409-11939-6.
- M. Pufahl, D. Laux, J. Gruhler: Vertriebsstrategien für den Mittelstand. Gabler, Wiesbaden 2006, ISBN 3-8349-0036-2.
- M. Pufahl, G. Happe (Hrsg.): Innovatives Vertriebsmanagement. Gabler, Wiesbaden 2005, ISBN 3-409-12560-4.
- M. Pufahl: Effizienzsteigerungen im B2B-Vertrieb durch standardisiertes Verkaufsprojektmanagement. ISBN 978-3-95836-058-7.